# Abdulgani Dahiwala

Firma

Abdulgani Abdulkarim Dahiwala (અબ્દુલગની અબ્દુલકરીમ દહીંવાલા), popularmente conocido como Gani Dahiwala (ગની દહીંવાલા,Surat, 17 de agosto de 1908-5 de marzo de 1987) fue un escritor indio en guyarati. Entre otros, cultivó el género gazal y canciones geet.

## Trayectoria
Vivió un tiempo en Ahmedabad desde 1928 y regresó a Surat en 1930 donde trabajó en una sastrería. Allí también formó el grupo musical Swarsangam y más tarde otro llamado Mahagujarat Gazal Mandal en 1942.
Entre sus obras, cabe destacar Gatan Jharana (1953) y Ganimat (1971). Bhagwatikumar Sharma compiló todos sus poemas en el libro Hoy Na Hoy Vyakti Ne Enu Naam Bolaya Kare.